# Borsteltongvleermuis
De borsteltongvleermuis (Platalina genovensium)  is een zoogdier uit de familie van de bladneusvleermuizen van de Nieuwe Wereld (Phyllostomidae). De wetenschappelijke naam van de soort werd voor het eerst geldig gepubliceerd door Thomas in 1928.

## Voorkomen
De soort komt voor in het westen van Peru.